# Agrilus egeniformis
Agrilus egeniformis es una especie de insecto del género Agrilus, familia Buprestidae, orden Coleoptera, descrita  por Champlain & Knull, 1923.
Se encuentre en el sudoeste de Estados Unidos. Las larvas se encuentran en Gleditsia triacanthos y Sapindus saponaria.